# Pisione reducta
Pisione reducta är en ringmaskart som beskrevs av Storch 1967. Pisione reducta ingår i släktet Pisione och familjen Pisionidae. Inga underarter finns listade i Catalogue of Life.